# (9240) Nassau
(9240) Nassau est un astéroïde de la ceinture principale.

## Description
(9240) Nassau est un astéroïde de la ceinture principale. Il fut découvert le 31 mai 1997 à Kitt Peak par le projet Spacewatch. Il présente une orbite caractérisée par un demi-grand axe de 3,13 UA, une excentricité de 0,21 et une inclinaison de 7,2° par rapport à l'écliptique.

## Compléments